# Gunnar P. Rosendahl

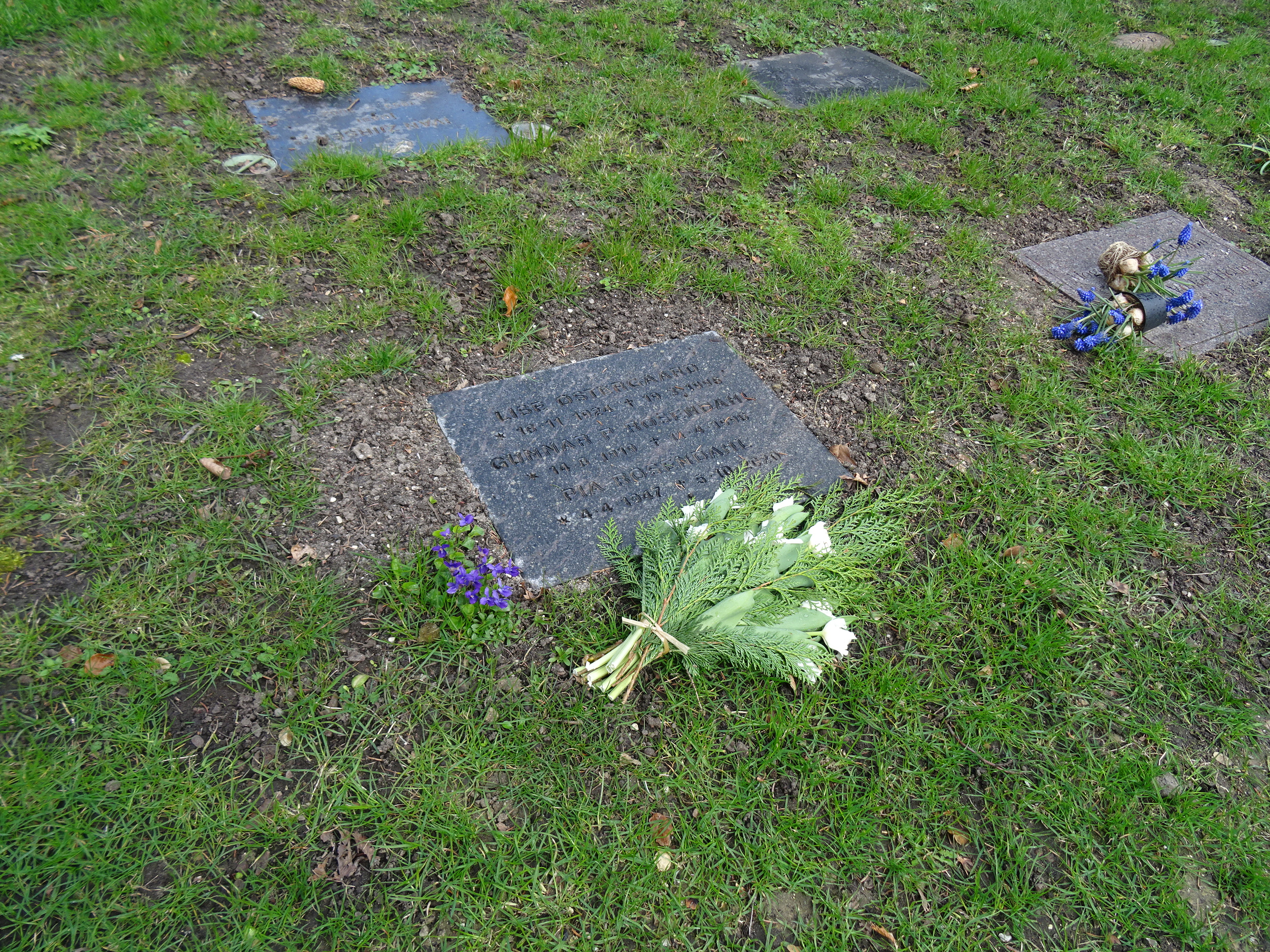
Die Grabstätte von Gunnar Palle Rosendahl in Kopenhagen.

Gunnar Palle Rosendahl (* 14. August 1919 in Paamiut, Grönland; † 11. April 1996 in Kopenhagen) war ein dänischer Zivilingenieur.

## Leben

### Familie
Gunnar P. Rosendahl war der Sohn des späteren Landsfogeds von Grönland Philip Rosendahl (1893–1974) und seiner Frau Agnes Johanne Erichsen (1894–1994). Er wurde in Paamiut geboren, wo sein Vater zu diesem Zeitpunkt als Handelsassistent tätig war, und wuchs in Nordgrönland auf.
Er war dreimal verheiratet. In erster Ehe heiratete er am 27. Februar 1942 Eva Schwartz (1921–?), Tochter des Arztes Thomas Vilhelm Schwartz (1889–1948) und Nanna Petersen (1887–?). Nach der Scheidung ehelichte er 1970 Litzie Cronfelt. Bereits am 3. August 1974 heiratete er ein drittes Mal, nämlich die Politikerin Lise Østergaard (1924–1996), Tochter des Direktors Alfred Østergaard (1890–1962) und Martha Nielsen (?–1944). Auch diese Ehe wurde 1982 geschieden.

### Ausbildung und frühe Karriere
Gunnar P. Rosendahl beendete 1939 die Sorø Akademi und begann anschließend ein Ingenieursstudium, das er 1944 als cand. polyt. abschloss. Er wurde am Stadtingenieursdirektorat in Kopenhagen angestellt, wechselte aber im Jahr darauf zu einem Beratungsingenieursunternehmen. 1947 wurde er bei der Kopenhagener Kommunalverwaltung angestellt. 1949 gründete er sein eigenes Beratungsunternehmen und begann zudem bis 1953 als wissenschaftlicher Assistent an der Polytechnischen Lehranstalt zu arbeiten.

### Zeit bei der GTO
1956 wurde er zum Chefingenieur von Grønlands Tekniske Organisation (GTO) ernannt. 1965 wurde er dortiger Direktor. In seiner Amtszeit bei der GTO war er Hauptverantwortlicher für die Schaffung einer modernen Infrastruktur im postkolonialen Grönland und unter ihm begann man mit eigentlicher Stadtplanung in Grönland. Daneben hatte er zahlreiche ehrenamtliche Posten inne. Von 1956 bis 1964 war er Mitglied des Bauausschusses des Grönlandministeriums. Er war externer Berater im Grønlandsrådet während dessen gesamter Existenz von 1964 bis 1979. In derselben Periode war er Vizeaufsichtsratsvorsitzender des Dansk Hydraulisk Institut. Ab 1965 war er Mitglied der Akademiet for de Tekniske Videnskaber. Von 1966 bis 1970 war er Vorsitzender der dänischen Ingenieurvereinigun. Von 1966 bis 1971 war er Mitglied des Rats für Technische Zusammenarbeit mit Entwicklungsländern und von 1972 bis 1987 des Rats für Internationale Entwicklungszusammenarbeit. Ab 1970 saß er im Aufsichtsrat des Geoteknisk Institut, davon von 1973 bis 1987 als Vorsitzender. Ab 1971 war er Mitglied des Koordinationsausschusses für Staatsbau, davon von 1977 bis 1986 als Vorsitzender. Von 1972 bis 1977 war er Vorsitzender des Zusammenarbeitskomitees für Forschung, Entwicklung und Service der Akademiet for de Tekniske Videnskaber. Von 1973 bis 1977 war er Mitglied des Technologierats. Von 1974 bis 1976 war er Vorsitzender des Wärmeplanungsausschusses und von 1977 bis 1984 des Bauexportrats. Von 1977 bis 1981 war er Mitglied des Staatlichen Technisch-Wissenschaftlichen Forschungsrats. Von 1978 bis 1981 war er Vorsitzender des Ausschusses für die zukünftigen Aufgaben von Statens Byggeforskningsinstitut. 1978 war er Vorsitzender des UN-Symposiums On Human Settlements Planning and Development in the Arctic. Von 1979 bis 1985 war er Vorsitzender der Vereinigung für Ingenieure in Leitenden Positionen. Von 1981 bis 1983 war er Vorsitzender des Ausschusses zum internen Verkehr in Grönland. Von 1982 bis 1987 war er Vorsitzender des Ausschusses zur Haltbarkeit von Betonbauwerken der Akademiet for de Tekniske Videnskaber. Von 1985 bis 1984 war er Vorsitzender der Gesellschaft für Arktische Technologie und von 1987 bis 1989 für Grönlands Technologische Gesellschaft. 1989 wurde er als GTO-Direktor pensioniert. Dennoch war er anschließend auch noch Vorsitzender des grönländischen Wohnungsreformausschusses von 1989 bis 1991 und von 1990 bis 1994 der Gruppe für die Bautechnische Wissenschaft der Akademiet for de Tekniske Videnskaber. Aus seinen zahlreichen Ausschussvorsitzen stammen ebenso viele Gutachten, deren Herausgeber er war.

### Auszeichnungen und Tod
Am 29. Oktober 1989 erhielt Gunnar P. Rosendahl den Nersornaat in Silber. 1990 erhielt er zudem den Kulturpreis der Gemeinde Qeqertarsuaq. Er starb 1996 im Alter von 76 Jahren in Kopenhagen.

## Werke
- 1964: Bygningsingeniørstudiet på Danmarks Tekniske Højskole (Hrsg.)
- 1966: Hovedretningslinier for efteruddannelsen af bygningsingeniører (Hrsg.)
- 1967: Forskningen ved bygningsingeniørafdelingen på Danmarks Tekniske Højskole (Hrsg.)
- 1968: Teknisk Samordning i Danmark (Hrsg.)
- 1975: En varmeplan for Danmark (Hrsg.)
- 1976: Udviklingstendenser for bygge- og anlægssektoren (Hrsg.)
- 1980/81: SBI i 80'erne (Hrsg.)
- 1983: Den interne trafik i Grønland II (Hrsg.)
- 1986: Arktisk Teknologieksport (Hrsg.)
- 1989: Grønland - sådan set